# Music of the Sun
Music of the Sun је дебитантски студијски албум барбадошке певачице Ријане, објављен 29. августа 2005. године за Def Jam Recordings. Пре потписивања уговора са Def Jam-ом, Ријану је открио музички продуцент Еван Роџерс током свог боравка на Барбадосу и помогао јој је да сними демо траке које би касније послала у неколико издавачких кућа. Jay-Z, бивши извршни директор и председник Def Jam-а, добио је Ријанин демо снимак од Џеја Брауна, A&R-а у Def Jam-у, те ју је позвао на аудицију за прикључење издавачкој кући након што је чуо демо верзију њеног првог сингла Pon de Replay. Аудицију је одржала пред Jay-Z-јем и L.A. Reid-ом, бившим извршним директором и председником групе издавачких кућа The Island Def Jam Music Group, те је на лицу места потписала уговор како би је спречили да то учини са другом издавачком кућом.
Након што је потписала уговор са Jay-Z-јем, Ријана је наставила да ради са Роџерсом и његовим продукцијским партнером Карлом Стеркеном, као и са другим музичким продуцентима попут Poke & Tone-а, Supa Dups-а и Stargate-а. На албуму су се као гостујући извођачи појавили канадски репер Кардинал Офишал, музичка група J-Status и јамајчански певач Вибз Картел. Music of the Sun је денс-поп, денсхол и РнБ албум са елементима карипске музике и регеа.
Албум је генерално мешовито оцењен од стране музичких критичара, од којих су неки похвалили денсхол и песме инспирисане Карибима, док су други пак критиковали продукцију. Комерцијално, албум је остварио скроман успех, доспевши на десето место америчке рекордне листе Billboard 200, као и шесто место америчке листе најбољих РнБ/хип хоп албума. Поред тога, достигао је и међу 40 најбољих албума на рекордним листама у Немачкој, Новом Зеланду, Швајцарској и Уједињеном Краљевству. Албум садржи два сингла — Pon de Replay и If It's Lovin' that You Want — од којих је први доспео на друго место америчке листе Billboard Hot 100 и прво место Dance Club Songs листе. Music of the Sun је награђен платинастом наградом од стране Америчког удружења дискографских кућа (RIAA). Ријана је промовисала овај и следећи албум на својој првој концертној турнеји — „Rihanna: Live in Concert”.

## Списак песама
| №               | Назив                                                     | Аутор(и)                                                                              | Продуцент(и)                                           | Трајање |  |
| 1.              | Pon de Replay                                             | Алиша Брукс Вада Ноблс Еван Роџерс Карл Стеркен                                       | Ноблс Роџерс Стеркен                                   | 4:06    |  |
| 2.              | Here I Go Again (са групом J-Status)                      | Роџерс Стеркен Ријана J-Status                                                        | Роџерс Стеркен                                         | 4:11    |  |
| 3.              | If It's Lovin' that You Want                              | Жан-Клод Оливер Самјуел Барнс Макеба Ридик Александар Мозли Скот ла Рок Лоренс Паркер | Poke & Tone Мозли [a] Роџерс [b] Стеркен [b] Ридик [b] | 3:28    |  |
| 4.              | You Don't Love Me (No, No, No) (са Вибзом Картелом)       | Вили Кобс Бо Дидли                                                                    | Роџерс Стеркен Supa Dups [a]                           | 4:20    |  |
| 5.              | That La, La, La                                           | Full Force Дернст Емил                                                                | Full Force Емил Џони Најс [a] Роџерс [b] Стеркен [b]   | 3:45    |  |
| 6.              | The Last Time                                             | Роџерс Стеркен                                                                        | Роџерс Стеркен                                         | 4:53    |  |
| 7.              | Willing to Wait                                           | Роџерс Стеркен Ријана Котон Грин Хенри Ред Нејтан Вотс Денијс Вилијамс                | Роџерс Стеркен                                         | 4:38    |  |
| 8.              | Music of the Sun                                          | Роџерс Стеркен Ријана Дајана Ворен                                                    | Роџерс Стеркен                                         | 3:56    |  |
| 9.              | Let Me                                                    | Ридик Микел Сторлер Ериксен Тор Ерик Хермансен Роџерс Стеркен                         | Stargate Роџерс [a] Стеркен [a]                        | 3:56    |  |
| 10.             | Rush (са Кардинал Офишалом)                               | Роџерс Стеркен                                                                        | Роџерс Стеркен                                         | 3:09    |  |
| 11.             | There's a Thug in My Life (интро — група J-Status)        | Роџерс Стеркен Бани Дебарџ                                                            | Роџерс Стеркен Руди Маја [c]                           | 3:18    |  |
| 12.             | Now I Know                                                | Роџерс Стеркен Ријана                                                                 | Роџерс Стеркен                                         | 5:00    |  |
| 13.             | Pon de Replay Remix (са Elephant Man-ом (додатна нумера)) | Брукс Ноблс Роџерс Стеркен                                                            | Ноблс Роџерс Стеркен                                   | 3:37    |  |
| Укупно трајање: | Укупно трајање:                                           | Укупно трајање:                                                                       | Укупно трајање:                                        | 52:17   |  |

| №               | Назив                          | Аутор(и)                | Продуцент(и)    | Трајање |  |
| 14.             | Should I? (са групом J-Status) | Роџерс Стеркен J-Status | Роџерс Стеркен  | 3:06    |  |
| Укупно трајање: | Укупно трајање:                | Укупно трајање:         | Укупно трајање: | 55:26   |  |

| №               | Назив           | Аутор(и)              | Продуцент(и)    | Трајање |  |
| 15.             | Hypnotized      | Роџерс Стеркен Ријана | Роџерс Стеркен  | 4:15    |  |
| Укупно трајање: | Укупно трајање: | Укупно трајање:       | Укупно трајање: | 59:41   |  |

| №  | Назив                                       | Трајање |  |
| 1. | Pon de Replay (музички спот)                |         |  |
| 2. | If It's Lovin' that You Want (музички спот) |         |  |
| 3. | Rihanna EPK                                 |         |  |